# Feli Clemann
Feli Anne Clemann (* 23. August 2006) ist eine deutsche Volleyballspielerin.

## Karriere
Clemann spielte in der Saison 2023/24 mit Grün-Weiß Eimsbüttel in der Dritten Liga Nord. Parallel kam die Libera schon beim ETV Hamburg in der Zweiten Liga Pro zum Einsatz. In der Saison 2024/25 schaffte sie mit dem Verein den Aufstieg in die erste Liga. Auch 2025/26 spielt Clemann für Hamburg.